# Мігран Джабурян
Мігран Джабурян (амх. Միհրան Ջաբուրյան; нар. 16 листопада 1984, Єреван) — вірменський борець вільного стилю, багаторазовий чемпіон та призер міжнародних турнірів, учасник Олімпійських ігор, шести чемпіонатів світу та дев'яти чемпіонатів Європи.

## Життєпис
Боротьбою почав займатися з 1992 року.
Виступав за спортивний клуб «Малатьє» Єреван. Тренер — Норік Серобян (з 2001).

## Спортивні результати на міжнародних змаганнях

### Виступи на Олімпіадах
| Змагання                    | Збірна   | Вагова категорія          | Місце |
| --------------------------- | -------- | ------------------------- | ----- |
| Літні Олімпійські ігри 2012 | Вірменія | вільна боротьба, до 55 кг | 7     |

### Виступи на Чемпіонатах світу
| Змагання                        | Збірна   | Вагова категорія          | Місце |
| ------------------------------- | -------- | ------------------------- | ----- |
| Чемпіонат світу з боротьби 2005 | Вірменія | вільна боротьба, до 55 кг | 17    |
| Чемпіонат світу з боротьби 2007 | Вірменія | вільна боротьба, до 55 кг | 27    |
| Чемпіонат світу з боротьби 2009 | Вірменія | вільна боротьба, до 55 кг | 8     |
| Чемпіонат світу з боротьби 2011 | Вірменія | вільна боротьба, до 55 кг | 5     |
| Чемпіонат світу з боротьби 2013 | Вірменія | вільна боротьба, до 55 кг | 26    |
| Чемпіонат світу з боротьби 2018 | Вірменія | вільна боротьба, до 57 кг | 18    |

### Виступи на Чемпіонатах Європи
| Змагання                         | Збірна   | Вагова категорія          | Місце |
| -------------------------------- | -------- | ------------------------- | ----- |
| Чемпіонат Європи з боротьби 2005 | Вірменія | вільна боротьба, до 55 кг | 7     |
| Чемпіонат Європи з боротьби 2007 | Вірменія | вільна боротьба, до 55 кг | 7     |
| Чемпіонат Європи з боротьби 2008 | Вірменія | вільна боротьба, до 55 кг | 5     |
| Чемпіонат Європи з боротьби 2009 | Вірменія | вільна боротьба, до 55 кг | 5     |
| Чемпіонат Європи з боротьби 2011 | Вірменія | вільна боротьба, до 55 кг | 10    |
| Чемпіонат Європи з боротьби 2012 | Вірменія | вільна боротьба, до 55 кг | 5     |
| Чемпіонат Європи з боротьби 2013 | Вірменія | вільна боротьба, до 55 кг | 7     |
| Чемпіонат Європи з боротьби 2018 | Вірменія | вільна боротьба, до 57 кг | 5     |
| Чемпіонат Європи з боротьби 2020 | Вірменія | вільна боротьба, до 57 кг | 5     |

### Виступи на інших змаганнях
| Змагання                                                      | Збірна   | Вагова категорія                 | Місце  |
| ------------------------------------------------------------- | -------- | -------------------------------- | ------ |
| Олімпійський кваліфікаційний турнір з боротьби 2008 (Варшава) | Вірменія | вільна боротьба, до 55 кг        | 13     |
| Кубок Тахті 2010                                              | Вірменія | вільна боротьба, до 55 кг        | Срібло |
| Турнір Яшара Догу 2011                                        | Вірменія | вільна боротьба, до 55 кг        | Бронза |
| Турнір Г. Картозія і В. Балавадзе 2011                        | Вірменія | вільна боротьба, до 55 кг        | 15     |
| Київський Міжнародний турнір з боротьби 2011                  | Вірменія | вільна боротьба, до 55 кг        | Золото |
| Турнір Дана Колова — Николи Петрова 2012                      | Вірменія | вільна боротьба, до 55 кг        | Бронза |
| Міжнародний турнір Олімпія 2012                               | Вірменія | вільна боротьба, до 60 кг        | Срібло |
| Турнір Степана Саргісяна 2012                                 | Вірменія | вільна боротьба, до 55 кг        | Золото |
| Київський Міжнародний турнір з боротьби 2013                  | Вірменія | вільна боротьба, до 55 кг        | Срібло |
| Турнір Чорного моря 2013                                      | Вірменія | вільна боротьба, до 55 кг        | Срібло |
| Турнір Степана Саргісяна 2013                                 | Вірменія | вільна боротьба, до 55 кг        | Бронза |
| Турнір Алі Алієва 2014                                        | Вірменія | вільна боротьба, до 57 кг        | Срібло |
| Турнір Олександра Медведя 2017                                | Вірменія | вільна боротьба, до 61 кг        | 8      |
| Турнір Степана Саргісяна 2017                                 | Вірменія | вільна боротьба, до 57 кг        | 5      |
| Турнір Аланії з боротьби 2017                                 | Вірменія | вільна боротьба, до 57 кг        | 5      |
| Кубок Тахті 2018                                              | Вірменія | вільна боротьба, до 57 кг        | Бронза |
| Київський Міжнародний турнір з боротьби 2018                  | Вірменія | вільна боротьба, до 57 кг        | 8      |
| Турнір Г. Картозія і В. Балавадзе 2018                        | Вірменія | вільна боротьба, до 57 кг        | 16     |
| Турнір Степана Саргісяна 2018                                 | Вірменія | вільна боротьба, до 57 кг        | Бронза |
| Турнір Степана Саргісяна 2019                                 | Вірменія | вільна боротьба, до 57 кг        | Срібло |
| Турнір Володимира Семенова 2019                               | Вірменія | вільна боротьба, до 57 кг        | 7      |
| Кубок Тахті 2020                                              | Вірменія | вільна боротьба, до 57 кг        | Бронза |
| Кубок Тахті 2020                                              | Вірменія | греко-римська боротьба, до 57 кг | Бронза |